# Henry Howard, 6:e hertig av Norfolk
Henry Howard, 6:e hertig av Norfolk, född den 12 juli 1628, död den 13 januari 1684, var en engelsk ädling, son till Henry Howard, 22:e earl av Arundel och lady Elizabeth Stuart, dotter till Esmé Stuart, 3:e hertig av Lennox.
På grund av hans äldre brors sinnessjukdom fungerade han i realiteten som hertig av Norfolk långt innan han ärvde titeln 1677. Han upprätthöll alltså positionen som Earl Marshal från det att denna återupplivades 1672. 
I januari 1678 tog han plats i överhuset , men i samband med den så kallade påvliga komplotten i augusti samma år, valde han att lämna landet med sin familj och slog sig ner Brygge i tre år, där han fritt kunde utöva sin romersk-katolska tro.
Största delen av sitt omfattande bibliotek skänkte han senare till Royal Society.
Han gifte sig 1652 med lady Anne Somerset, dotter till Edward Somerset, 2:e markis av Worcester.
Barn:
- Lord Thomas Howard (1653-1689) , gift med Mary Elizabeth Savile
- Henry Howard, 7:e hertig av Norfolk (1655-1701) , gift med lady Mary Mordaunt
- Lady Elizabeth Howard (1656-1732), gift med George Gordon, 1:e hertig av Gordon